# Radio Monte Carlo (Italia)
Radio Monte Carlo Italia ist ein italienischer Radiosender, welcher in italienischer Sprache aus Studios in Mailand und Monte Carlo sendet. Er ist in Italien, Monte Carlo und der französischen Côte d’Azur zu empfangen. Er liegt in der Rangliste der meistgehörten nationalen Radiosender in Italien auf Platz 15.

## Geschichte
Radio Monte Carlo Italia wurde am 6. März 1966 zunächst als Teil des italienischen Programms von Radio Monte Carlo unter der Leitung von Noël Coutisson gegründet und entwickelte sich erst später zu einem eigenständigen Sender. 
Seine Blütezeit erlebte Radio Monte Carlo Italia zwischen Ende der 1960er und Mitte der 1970er Jahre. Radio Monte Carlo Italia sendete von der RAI zensiert Lieder und verbreitete so auf der ganzen Halbinsel einen neuen Sound. Es entwickelte sich eine neue Art Radio, das auch dank millionenschwerer Werbeverträge mit verschiedenen Zigarettenmarken florierte, welche in Italien verboten, im Ausland jedoch erlaubt waren. Die Mittelwellen-Sendeantennen befanden sich tatsächlich im Ausland, nämlich im Fürstentum Monaco. Der Sender prägte seinen Stil über viele Jahre und war quasi ein Vorbild für spätere private Radiosender.
Doch Anfang der 1980er Jahre wurde das wenige Jahre zuvor eingeführte UKW-Radio zunehmend zur Bedrohung – weniger wegen der Qualität der Programme als vielmehr wegen der Qualität des Audiosignals. UKW etablierte sich als neuer und besserer technologischer Standard und die auf Mittelwelle ausgestrahlten Programme von Radio Monte Carlo wurden immer weniger gehört.
Deshalb verfolgte der Sender eine neue Strategie der Zusammenarbeit mit privaten Radiosendern in verschiedenen italienischen Regionen, um deren UKW-Sender gemeinsam zu nutzen. Dies war eine Zeit großer Veränderungen.
Zudem wurde ein neues Redaktionsteam aus DJ's und Journalisten verpflichtet, die das Programm neu belebten, ohne jedoch den Stil des Radiosenders aus dem Fürstentum zu verändern. 
Die wirkliche Revolution fand jedoch im Jahr 1988 statt, als Alberto Hazan, Eigentümer des damaligen italienischen Radiosenders Rete 105, eines der größten italienischen Radio-Networks, die Markenrechte für den italienischen Teil von Radio Monte Carlo kaufte. Im selben Jahr verließ deshalb viel Stammpersonal den Sender und neue Stimmen kamen zum Sender. Sie entwickelten einen Sound, der eher einem amerikanischen Radio entsprach.
Seit dem Jahre 2006 wurde im Rahmen einer Produktdifferenzierungsmaßnahme in einigen italienischen Städten und im Fürstentum Monaco ein weiterer Kanal, nämlich RMC 2 (Radio Monte Carlo 2), auf UKW gestartet. 
Von 2006 bis 2014 wurde in der Schweiz auch ein Sender, Radio Monte Carlo Swiss, in deutscher Sprache ausgestrahlt.
Am 5. September 2018 wurde dann Radio Monte Carlo Italia von RadioMediaset übernommen und gehört seither zur Gruppe MFE – MediaForEurope (früher Mediaset).
Damit trennte man sich auch von den Aktivitäten von RMC2.

## Radio Monte Carlo TV
Radio Monte Carlo TV ist ein 2011 gegründeter italienischer Fernsehsender, der ausschließlich internationale Musikvideos im Wechsel ausstrahlt, insbesondere Pop, R'n'B und Soul.
Seit dem 11. April 2023 wird die abendliche Drive-Time-Sendung „Take It Easy“ von Montag bis Freitag von 18:00 bis 20:00 Uhr gleichzeitig im Radio und im Fernsehen ausgestrahlt.